# كريس سينغلتون (لاعب كرة قاعدة)
كريس سينغلتون (بالإنجليزية: Chris Singleton)‏ هو لاعب كرة قاعدة أمريكي، ولد في 15 أغسطس 1972.

## وصلات خارجية
- كريس سينغلتون على موقعبيزبول رفرنس.كوم (الدوري الرئيسي) (الإنجليزية)
- كريس سينغلتون على موقعبيزبول رفرنس.كوم (الدوري الثانوي) (الإنجليزية)